# Oleksij Kowaltschuk
Oleksij Kowaltschuk (ukrainisch Олексій Ковальчук; englische Transkription Oleksii Kovalchuk; * 18. September 1989 in Kiew, Ukrainische SSR) ist ein professioneller ukrainischer Pokerspieler. Er ist zweifacher Braceletgewinner der World Series of Poker.

## Pokerkarriere

### Werdegang
Seine erste Geldplatzierung bei einem Live-Turnier erzielte Kowaltschuk Anfang Februar 2011 bei der Russian Poker Tour in seiner Geburtsstadt Kiew. Dort gewann er das Main Event und erhielt den Hauptpreis von mehr als 120.000 US-Dollar. Im Juni 2011 war er erstmals bei der World Series of Poker (WSOP) im Rio All-Suite Hotel and Casino am Las Vegas Strip erfolgreich und kam bei drei Turnieren in die Geldränge. Dabei gewann er ein Event der Variante No Limit Hold’em und sicherte sich eine Siegprämie von knapp 700.000 US-Dollar sowie ein Bracelet. Beim Main Event der Italian Poker Tour (IPT) in Nova Gorica setzte sich Kowaltschuk Anfang September 2011 ebenfalls als Sieger durch, was ihm 150.000 Euro einbrachte. Knapp zwei Wochen später beendete er das Main Event der Partouche Poker Tour in Cannes auf dem mit rund 380.000 Euro dotierten dritten Rang. Ende Januar 2012 gelang dem Ukrainer in Sanremo sein zweiter Sieg beim IPT-Main-Event, der mit 175.000 Euro prämiert wurde. Bei der WSOP 2012 gewann er ein Turnier mit gemischten Varianten aus Omaha Hi-Lo und Seven Card Stud Hi-Lo und erhielt knapp 230.000 US-Dollar sowie als erster Ukrainer ein zweites Bracelet. Nachdem jahrelang größere Turniererfolge ausgeblieben waren, erzielte Kowaltschuk im November 2022 sieben Geldplatzierungen bei der World Series of Poker Europe im King’s Resort in Rozvadov und sicherte sich insbesondere aufgrund dreier Finaltische Preisgelder von über 110.000 Euro.
Insgesamt hat sich Kowaltschuk mit Poker bei Live-Turnieren knapp 2,5 Millionen US-Dollar erspielt.

### Braceletübersicht
Kowaltschuk kam bei der WSOP 22-mal ins Geld und gewann zwei Bracelets:
| Jahr | Buy-in (in $) | Turnier                                 | Teilnehmer | Preisgeld (in $) |
| ---- | ------------- | --------------------------------------- | ---------- | ---------------- |
| 2011 | 2500          | No-Limit Hold’em 6-Handed               | 1378       | 689.739          |
| 2012 | 2500          | Omaha/Seven Card Stud Hi-Lo 8 or Better | 0393       | 228.014          |